# Verhnie, Turka
Verhnie (în ucraineană Верхнє) este localitatea de reședință a comunei Verhnie din raionul Turka, regiunea Liov, Ucraina.

## Demografie
Componența lingvistică a localității Verhnie
     Ucraineană (99,89%)
Conform recensământului din 2001, majoritatea populației localității Verhnie era vorbitoare de ucraineană (99,89%), existând în minoritate și vorbitori de alte limbi.